# Sonderschule Rheydt

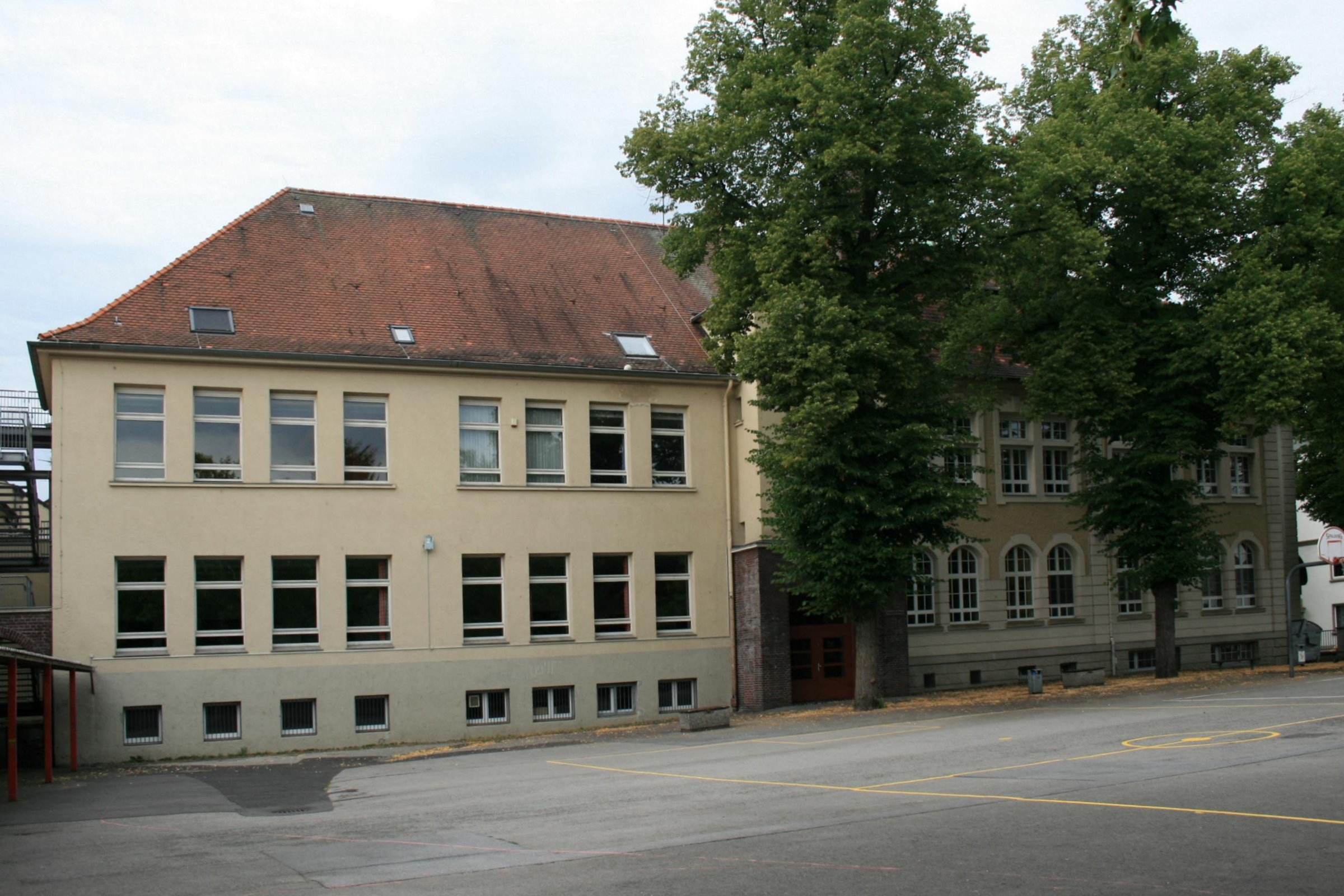
Schule (2010)

Die Sonderschule Rheydt mit Wohnhaus steht im Stadtteil Rheydt in Mönchengladbach (Nordrhein-Westfalen), Wilhelm-Strauß-Straße 94–96.
Das Gebäude wurde um 1900 erbaut. Es ist unter Nr. W 011 am 24. September 1985 in die Denkmalliste der Stadt Mönchengladbach eingetragen worden.

## Architektur
Es handelt sich bei dem Gebäude um eine Sonderschule, die im Jahre 1904 fertiggestellt wurde. In der Straßenflucht angebunden ein Wohnhaus sowie einem zurückversetzten anschließendem Hauptgebäude, den nach Osten hin ein großer Pausenhof vorgelagert ist. Alle Gebäude sind zweigeschossig und schließen mit biberschwanzgedeckten Mansardwalmdächern ab.
Das Gebäude ist ein charakteristischer Schulbau der Zeit um 1900 in einer für die Entstehungszeit typischer historisierender Gestaltung und malerisch-reicher Baukörpergruppierung. Es ist aus architekturgeschichtlichen und städtebaulichen Gründen erhaltenswert.